# سعید شهرام
سعید شهرام (زاده ۱۳۴۰ - اصفهان) آهنگساز اهل ایران است.

## آهنگسازی سینما
- نگین سیاه- انیمیشن سینمایی (۱۴۰۰–۱۴۰۱)
- خاله قورباغه (۱۳۹۴–۱۳۹۷)
- گیتا (۱۳۹۵)
- روزگار قریب (۱۳۸۶-۱۳۸۸)
- دلخون (۱۳۸۷)
- تک درخت‌ها (۱۳۸۶)
- روزگار قریب -سریال (۱۳۸۶–۱۳۸۸)
- جعبه موسیقی (۱۳۸۶)
- مخمصه (۱۳۸۵)
- باغ فردوس، پنج بعد از ظهر (۱۳۸۴)
- پیشنهاد ۵۰ میلیونی (۱۳۸۴)
- وقتی همه خواب بودند (۱۳۸۴)
- تردست (۱۳۸۳)
- شوریده (۱۳۸۳)
- عروس فراری (۱۳۸۳)
- مواجهه (۱۳۸۳)
- توفان شن (۱۳۷۵)
- هتل کارتن (۱۳۷۵)
- نیش (۱۳۷۳)
- آنها هیچ‌کس را دوست ندارند (۱۳۷۲)
- من زمین را دوست دارم (۱۳۷۲)
- آبادانی‌ها (۱۳۷۱)
- پرواز را به خاطر بسپار (۱۳۷۱)
- دو روی سکه (۱۳۷۱)
- ایلیا، نقاش جوان (۱۳۷۰)
- دو نیمه سیب (۱۳۷۰)
- راه و بیراه (۱۳۷۰)
- ساده لوح (۱۳۷۰)
- مخترع ۲۰۰۱ (۱۳۷۰)
- رنو تهران ـ ۲۹ (۱۳۶۹)
- مهاجران (۱۳۶۹)
- آفتاب و عشق (۱۳۶۸)
- نخلستان تشنه (۱۳۶۸)
- صخره همیشه سبز (۱۳۶۷)
- گرداب سکندر (۱۳۶۷)